# Chiharu Niiyama
Chiharu Niiyama (新山千春 Nīyama Chiharu?), nascută pe 14 ianuarie 1981 în Aomori, Aomori, Japonia, este o actriță și un gravure idol. Ea este afiliat cu Horipro.

## Viața personală
Niiyama a fost căsătorită cu jucătorul de baseball Satoshi Kuroda (黒田哲史 Kuroda Satoshi?).  Ei au o fiică pe nume Koharu Niiyama (新山 小春 Nīyama Koharu?) (nascută 12 iulie 2006).

## Filmografie

### Filme
- Godzilla, Mothra and King Ghidorah: Giant Monsters All-Out Attack - Yuri Tachibana (2001)
- Ju-on: The Grudge 2 - Tomoko Miura (2003)
- Tokusou Sentai Dekaranger The Movie: Full Blast Action - Marie Gold/Deka Gold (2004)

### Televiziune
- Carnation (2012)

### Dublajul

#### Joc video
- Eurasia Express Satsujin Jiken - Yukino Wada (1998)